# Mohammed Darri
Mo Darri de son vrai nom Mohammed Darri, né le 11 septembre 1989 à Amsterdam, est un joueur international néerlandais de futsal.

## Biographie
En 2012, Mo Darri fait ses débuts professionnels avec le champion en titre ZVV Hovocubo. En 2013, il est champion des Pays-Bas et remporte la Coupe des Pays-Bas avant de prendre son départ à Amsterdam pour 't Knooppunt, club où il est de nouveau champion des Pays-Bas, remportant également le KNVB Beker.il joue deux saisons à 't Knooppunt avant son départ à l'étranger.
Le 5 janvier 2015, il reçoit sa première sélection avec les Pays-Bas dans un match face à la Serbie.
En 2017, il retourne aux Pays-Bas en signant au HV Veerhuys à Hoorn. Il y joue deux saisons avant de retourner dans son club formateur ZVV Hovocubo, club champion en titre.
En mai 2020, il signe un contrat avec le FC Marlène.

## Vie privée
Natif des Pays-Bas de parents marocains, il possède également la nationalité marocaine. Il est l'oncle de Younes Daari, joueur face auquel il est confronté en décembre 2019 lors du classico entre le Hovocubo et le Veerhuys.